# Антон Разсуканов
Антон Спиридонов Разсуканов е български офицер, полковник.

## Биография
Роден е на 15 април 1886 г. в Елена. През 1907 г. завършва Военното училище в София. Участва в Балканската, Междусъюзническата и Първата световна война. Награден е с орден „За храброст“. От 1920 до 1922 г. е секретар на цар Борис III. През 192 – 1923 г. е директор на издателството на БЗНС. От 1923 до 1935 г. е банков чиновник, а в периода 1935 – 1946 г. е интендант в двореца. Сътрудничи на списанията „Артилерийски преглед“, „Философски преглед“ и др. Умира на 15 февруари 1975 г. в София.

## Публикации
- „Балканската война“ (1939);
- „По бойните полета с 8 артилерийски полк (1915 – 1918 г.)“ (1929);
- „Възпоменателен сборник на 4 артилерийски полк“ (1932, съавтор и съставител);
- „Войнишки забави“ (1931, съставител).[1]